# Dambordzwelhaai
Cephaloscyllium isabellum is een vissensoort uit de familie van de kathaaien (Scyliorhinidae). De wetenschappelijke naam van de soort is voor het eerst geldig gepubliceerd in 1788 door Bonnaterre.